# 贝兽物语
《贝兽物语》是Birthday开发，南梦宫于1988年在红白机推出的电子角色扮演游戏。系列有多款续作，它们大多由Hudson Soft开发。

## 情节
游戏讲述主人公火贝少年（预设名瑞奇）寻找大气之贝、大地之贝和水贝，四人合力击败模仿Fat Badger的故事。